# 塔爾博特冰川
65°12′S 63°14′W / 65.200°S 63.233°W
塔爾博特冰川（Talbot Glacier），是南極洲的冰川，位於葛拉漢地的葛拉漢海岸，最終注入弗蘭德雷斯灣的埃蒂安港，由比利時探險隊繪入地圖，現時由南極條約體系管理。